# Piper olens
Piper olens är en pepparväxtart som beskrevs av C. Dc.. Piper olens ingår i släktet Piper och familjen pepparväxter. Inga underarter finns listade i Catalogue of Life.